# José Padilla (compozitor)
José Padilla Sánchez (n. 23 mai 1889, Almería, Andaluzia, Spania – d. 25 octombrie 1960, Madrid, Noua Castilie⁠(d), Spania), cunoscut sub numele de Maestro Padilla, a fost un compozitor și pianist spaniol. Este cel mai bine cunoscut pentru melodiile "La Violetera" și "El Relicario" (compuse pentru cântăreața de tonadilla Raquel Meller) și piesa în paso doble "Valencia".
A devenit faimos în Franța, în timp ce a compus melodii pentru Moulin Rouge, cum ar fi "Ça c'est Paris". "La Violetera" a fost adaptată de Charlie Chaplin pentru coloana sonoră a filmului City Lights (1931).

## Luminile orașului
Tema principală a filmului lui Charlie Chaplin din 1931, Luminile orașului, folosită ca leitmotiv pentru fata oarbă cu flori este piesa „La Violetera” („Who’ll Buy my Violets”) a compozitorului spaniol José Padilla. Chaplin nu a reușit să angajeze interpreta originală, Raquel Meller, în rolul principal, dar a folosit cântecul ei ca o temă majoră. Chaplin a pierdut un proces cu Padilla (care a avut loc la Paris, unde a trăit Padilla) deoarece nu l-a menționat pe generic (cu toate drepturile care rezultă din acest lucru).

## Filmografie selectivă
- Valencia (1927)
- Imperial Violets (1932)
- The Angel with the Trumpet (1948)
- The Lovers of Midnight (1953)